# هكسلي
هيكسلي (بالإنجليزية: Hexley)‏ هي تعويذة الحظ لنظام التشغيل مفتوح المصدر داروين، الذي هو نواة نظام تشغيل ماك أو.إس.إكس من أبل.